# Keshorn Walcott
Keshorn Walcott (Toco, 1993. április 2. –) olimpiai bajnok Trinidad és Tobagó-i gerelyhajító.

## Pályafutása
2009 óta sorra nyerte az ifjúsági és junior aranyérmeket a közép-amerikai bajnokságokban, 2012 júliusában pedig már a junior világbajnokságon is győzni tudott, 78,64 m-rel.
Mindössze tizenkilenc évesen indult a londoni olimpiai játékon, ahol 81,75-ös eredménnyel, tizedikként került a döntőbe. A fináléban aztán már a második körben megdobta az új nemzeti rekordnak számító 84,58-ot, melynél egy ellenfele sem tudott jobbat, így övé lett a bajnoki cím. Keshorn ezzel a gerelyhajítás valaha volt legfiatalabb olimpiai bajnoka lett, egyben a második nem európai, aki győzni tudott a számban.

## Egyéni legjobbjai
| Versenyszám               | Eredmény    | Helyszín   | Dátum               |           |
| Szabadtér                 | Szabadtér   | Szabadtér  | Szabadtér           | Szabadtér |
| ------------------------- | ----------- | ---------- | ------------------- | --------- |
| Gerelyhajítás             | 84,58 méter | London     | 2012. augusztus 11. |           |
| Gerelyhajítás (700 gramm) | 66,72 méter | Bressanone | 2009. július 11.    |           |